# Saussilanjas
Saussilanjas (en francès: Sauxillanges) és un municipi francès del departament del Puèi Domat a la regió d'Alvèrnia-Roine-Alps, França, situat a la confluència de l'Eau Mère (Aigua Mare), la Sablonnière (també anomenat Astrou) et du Montex. El 2018 tenia 1276 habitants.

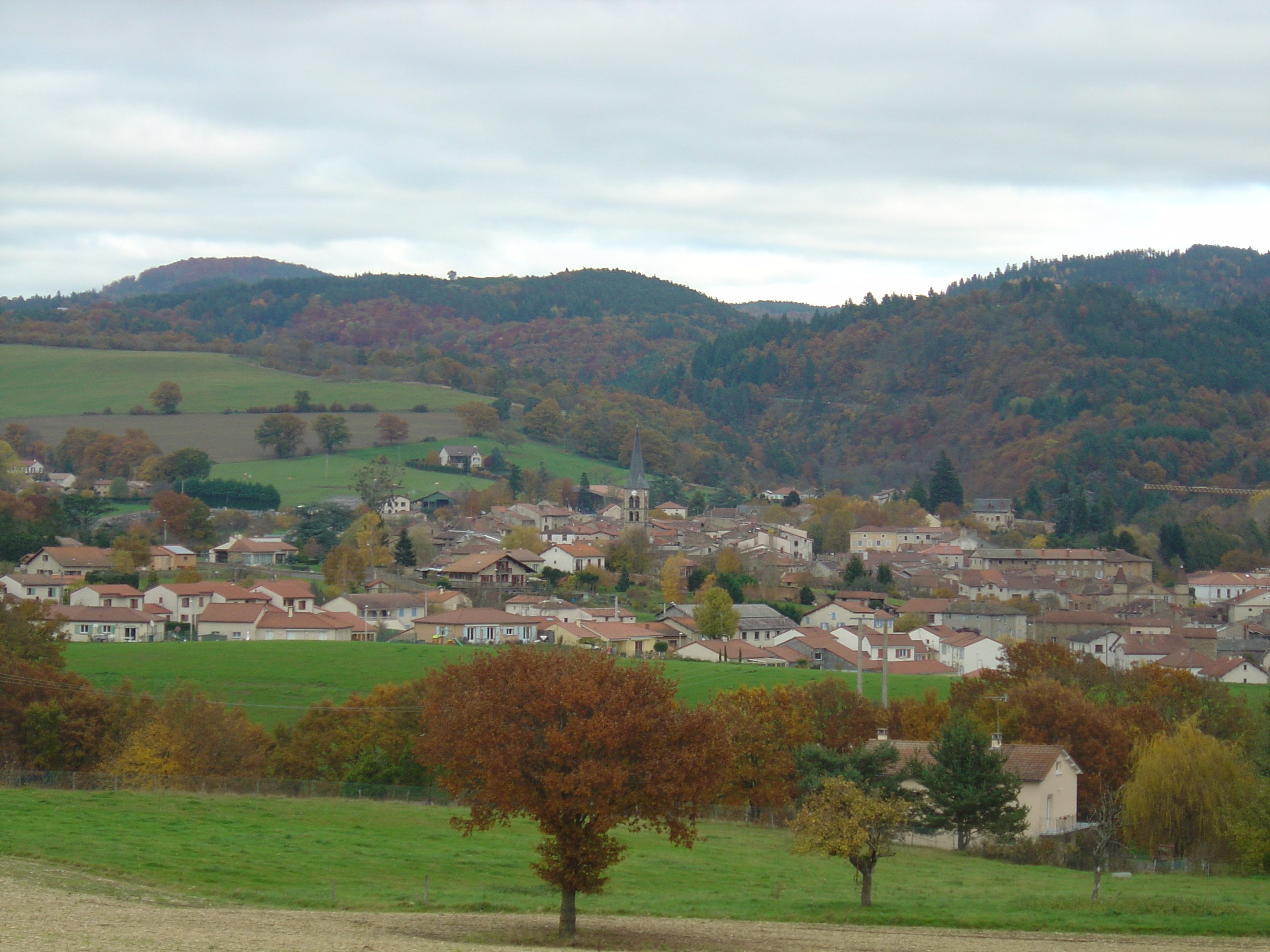
Panorama del poble

El poble va créixer a l'entorn de l'Abadia de Saussilanjas, fundada el 917 i abolida a la Revolució Francesa el 1793. L'abadia era considerada una de les «cinc filles majors de Cluny». Pere el Venerable (1092-1156) en va ser un dels alumnes famosos. En va esdevenir prior abans de ser elegit abat de Cluny el 1122. Els edificis van ser venuts a persones privades que els van transformar en habitatges, als quals es poden reconèixer uns quants vestigis de l'antiga riquesa arquitectural. La capella del prior es va i transformar en un petit museu, «La Casa del Patrimoni».

## Activitats
- Mercat setmanal els dimarts
- Festa major: primer cap de setmana de setembre